# Wilton (Ryedale)
Wilton – wieś i civil parish w Anglii, w hrabstwie North Yorkshire, w dystrykcie (unitary authority) North Yorkshire. Leży 41 km na północny wschód od miasta York i 305 km na północ od Londynu. W 2011 roku civil parish liczyła 149 mieszkańców. Wilton jest wspomniana w Domesday Book (1086) jako Wiltune.